# Dainik Statesman
Dainik Statesman is een Bengaalse krant, uitgegeven in West-Bengalen in India. Het dagblad kwam voor het eerst uit op 28 juni 2004 en is gevestigd in The Statesman House in Chowringhee Square in Kolkata, tevens het hoofdkantoor van de Engelstalige The Statesman. Beide kranten staan kritisch tegenover de regering. Dainik Statesman werd populair na de onrust in Singur en Nandigram in 2006: de krant gaf toen uitgebreid stem aan hen die tegen gedwongen landonteigening waren.